# Susu

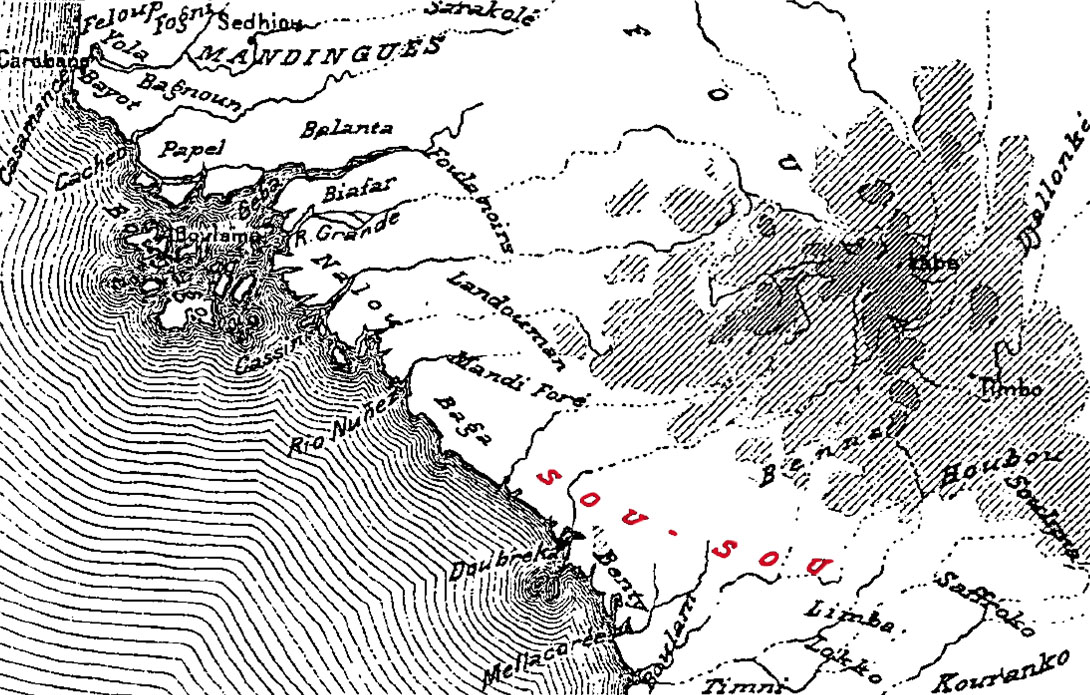
Historische Karte der Küste von Guinea mit dem Siedlungsgebiet der Sousou bei Dubréka, direkt nördlich der späteren Hauptstadt Conakry

Die Susu (frz.: Soussou), mitunter auch in der Schreibweise Soso oder Sosso bekannt, sind eine Ethnie, die hauptsächlich in der südlichen Küstenregion Guineas und im Nordwesten von Sierra Leone lebt. Weitere Gruppen verteilen sich in den Nachbarstaaten Senegal und Mali.

## Geschichte
Der Niedergang des Ghanareichs begünstigte den Aufstieg kleinerer Reiche wie dem Malireich und Susu. 1190 vereinigte Kémoko Kanté die Reiche Susu und Kaniaga zu einem Königreich, das in der heutigen malischen Region Koulikoro zu finden war. Um 1250 wurden die Susu vom Malireich nach Süden in das Fouta-Djallon-Bergland und nach Südosten verdrängt. In Fouta Djallon bauten sie um 1400 ein Herrschaftsgebiet auf. Um 1510 ist ihre Anwesenheit im Küstengebiet von Guinea bekundet. In das Gebiet, in dem sie jetzt leben, zogen sie 1725, als die Fulani versuchten, sie zu unterwerfen, und sie zwingen wollten, zum Islam zu konvertieren. In den Jahren 1882 bis 1885 gab es einen Versuch, in dem von den Susu bewohnten Küstenstreifen über die Herrschaftsgebiete von Kapitaï und Koba ein Deutsches Schutzgebiet zu errichten, was an konkurrierenden Ansprüchen Frankreichs scheiterte.

## Gesellschaft
Die Susu sind hauptsächlich ein Volk von Farmern, Händlern und Fischern. In Meeresnähe widmen sie sich auch der Salzgewinnung. Sie leben vor allem in den Küstenregionen von Guinea, Sierra Leone, Senegal und auch in Mali. Ihre Häuser sind aus Lehm- und Zementmischungen errichtet. In den Städten haben die Gebäude Blechdächer, während in den ländlichen Regionen immer noch Strohdächer vorzufinden sind.
Jedes Susu-Dorf wird von einem Dorfvorsteher und einer Gruppe von Ältesten geleitet. Diese kümmern sich um das Zusammenleben von 3.000 bis 6.000 Menschen und helfen dabei Streitigkeiten und Kriege zu schlichten.

## Kultur
Die Susu bevorzugen Hochzeiten zwischen Cousins und leben in Großfamilien. In der Gesellschaft der Susu ist die Familie sehr wichtig. Viele Susu-Männer leben in Polygynie, da ein Susu-Mann nach islamischem Recht bis zu vier Frauen haben darf. Obwohl ihnen die Familie wichtig ist, verbringen die Männer die meiste Zeit mit Jagen und schlafen in getrennten Räumlichkeiten, die den Männern vorbehalten sind. Die Frauen sammeln Holz, kümmern sich um die Kinder, bereiten das Essen zu und halten die Dörfer sauber. In den Hütten hat jede Frau ihren eigenen Raum bzw. ihre eigene Ecke.

## Sprache
Die Susu sprechen die gleichnamige Sprache Susu, die als Handelssprache in der Hauptstadt Conakry und deren Umgebung verwendet wird. Die Sprache der Susu haben beispielsweise auch die meisten Baga und andere Nachbarvölker angenommen.

## Religion
Über 99 % der Susu sind Muslime und der Islam bestimmt ihre religiöse Kultur. Die meisten islamischen Festtage werden eingehalten, so auch der Fastenmonat Ramadan. Die Susu kombinieren den Islam oftmals mit traditionellen Vorstellungen, wonach Hexen sich in die Tiere verwandeln können und ihre Dörfer bedrohen.

## Bevölkerungsverteilung
Über 75 % der Susu leben in Guinea, verteilt um die Hauptstadt Conakry. Die Susu in Sierra Leone stellen mit knapp 202.000 Personen etwa 2,9 Prozent der Gesamtbevölkerung.

## Persönlichkeiten
- Lansana Conté, Präsident Guineas
- Eugène Camara, Premierminister Guineas
- Souleymane Youla, Fußballspieler aus Guinea
- Henri Camara, Fußballspieler aus Senegal
- Ismaël Bangoura, Fußballspieler aus Guinea
- Ibrahima Sory Camara, Fußballspieler aus Guinea